# Friedrich Alpers
Friedrich Alpers (25 de marzo de 1901 - 3 de septiembre de 1944) fue un político alemán nazi, oficial de la Luftwaffe y SS-Obergruppenführer. Fue también ministro del Estado Libre de Brunswick y Generalforstmeister (jefe forestal general) en el gobierno de la Alemania nazi. Alpers fue responsable de numerosos crímenes políticos en Brunswick. Murió durante la Segunda Guerra Mundial, probablemente por suicidio.

## Juventud
Nacido como hijo de un maestro de escuela primaria en Sonnenberg, estudió en su localidad y en el gymnasium de Braunschweig hasta 1919. Sirvió en el Reichswehr entre mayo de 1919 y marzo de 1920 como voluntario del Freikorps Landesjäger bajo el mando del general Georg Maercker. Estudió derecho y ciencias políticas en las universidades de Heidelberg, Múnich y Greifswald, aprobando el examen preliminar en 1923. Trabajó en empresas en Braunschweig, Liverpool, Londres y Lucerna hasta 1924. Retomó los estudios en Alemania y se convirtió en asesor legal en 1929, ejerciendo como abogado hasta mayo de 1933.

## Carrera en la SS y el Partido Nazi
Se unió al Partido Nazi el 1 de junio de 1929 (n.º 132.812). El 1 de mayo de 1930 ingresó en la SA y se convirtió en su líder local en Braunschweig. Fue elegido diputado del Landtag de Brunswick en septiembre de 1930. Ingresó en la SS el 1 de marzo de 1931 (n.º 6.427). Comandó la SS-Standarte 49 entre octubre de 1932 y mayo de 1933.
En marzo de 1933, como jefe de la Hilfspolizei en Brunswick, organizó actos de violencia encubiertos culpando a comunistas y judíos. El 4 de julio de 1933 participó en los Asesinatos de Rieseberg, donde fueron asesinados 11 comunistas. Fue temporalmente suspendido por denuncias de brutalidad, aunque más tarde fue trasladado a un puesto administrativo.
Fue nombrado en 1937 miembro del equipo personal de Heinrich Himmler y afiliado a la sociedad Lebensborn.

## Carrera política y funciones forestales
Fue ministro de Finanzas y Justicia en Brunswick desde mayo de 1933, y desde noviembre de 1937 ministro de Bosques y Caza. Ese mismo día fue designado también Generalforstmeister del Reich, siendo el representante permanente de Hermann Göring en la Oficina Forestal del Reich. Fue miembro del Consejo de Estado de Prusia y del Consejo del Plan Cuatrienal.

## Servicio militar en la Segunda Guerra Mundial
Desde 1937 sirvió en la Luftwaffe como observador aéreo. Participó en la invasión de Polonia y en la Batalla de Francia. Estuvo presente en la reunión de planificación del Plan del Hambre el 2 de mayo de 1941.
En el frente oriental sirvió desde 1941, comandó el Grupo de Reconocimiento 4 en Mykolaiv, y luego fue trasladado a la 3.ª División Paracaidista en Normandía tras el Día D.

## Muerte
Gravemente herido cerca de Mons (Bélgica), falleció el 3 de septiembre de 1944 en Quévy tras ser capturado por tropas aliadas. La mayoría de fuentes señalan que se suicidó. Otras indican que pudo haber sido ejecutado.

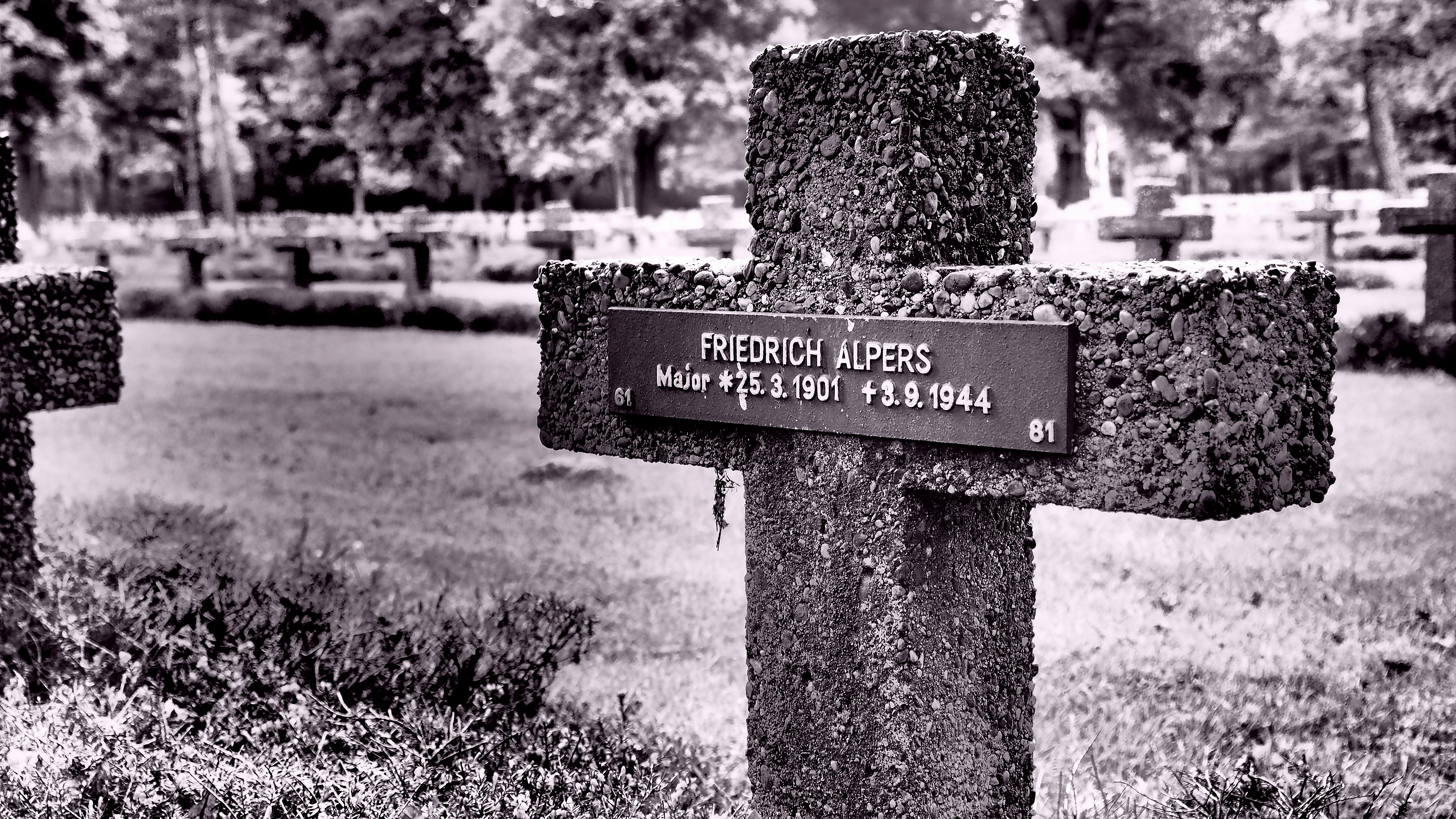
Tumba de Alpers

## Rangos en la SS y la Luftwaffe
| Fecha                   | Rango                   |
| ----------------------- | ----------------------- |
| 5 de enero de 1932      | SS-Sturmführer          |
| 14 de marzo de 1932     | SS-Sturmhauptführer     |
| 8 de octubre de 1932    | SS-Sturmbannführer      |
| 3 de mayo de 1933       | SS-Standartenführer     |
| 9 de noviembre de 1934  | SS-Oberführer           |
| 30 de enero de 1936     | SS-Brigadeführer        |
| 1 de septiembre de 1937 | Leutnant de reserva     |
| 1 de marzo de 1939      | Oberleutnant de reserva |
| 5 de septiembre de 1939 | Hauptmann de reserva    |
| 20 de abril de 1941     | SS-Gruppenführer        |
| 1 de junio de 1942      | Major de reserva        |
| 21 de junio de 1943     | SS-Obergruppenführer    |

## Condecoraciones
- Cruz Alemana en oro (9 de abril de 1942) como Hauptmann en 3.(F)/Aufklärungs-Gruppe 121[13]
- Cruz de Caballero de la Cruz de Hierro (14 de octubre de 1942) como Major y comandante del Grupo de Reconocimiento 4[14]
- Insignia de Oro del Partido Nazi (30 de enero de 1943)[15]

### Citas
1. ↑  Miller, 2006, p. 16.
2. ↑  Miller, 2006, pp. 16, 18, 20.
3. ↑  Yerger, 1997, p. 195.
4. ↑  Miller, 2006, pp. 16, 18.
5. ↑  Yerger, 1997, pp. 91, 96.
6. ↑  Williams, 2015, pp. 18–19.
7. ↑  Miller, 2006, pp. 18–19.
8. ↑  Kay, Alex J. (octubre de 2006). «Germany's Staatssekretäre, Mass Starvation and the Meeting of 2 May 1941». Journal of Contemporary History 41 (4): 691. S2CID 145055706. doi:10.1177/0022009406067750.
9. ↑  Miller, 2006, p. 15.
10. ↑  Williams, 2015, p. 19.
11. ↑  «Alpers, Friedrich Ludwig Herbert». Traces of War. STIWOT. Consultado el 11 de noviembre de 2021.
12. ↑  Bernage, Georges (2017). Objective Saint-Lo: 7 June 1944 - 18 July 1944. Pen and Sword Military. p. 88. ISBN 9781473857605. Consultado el 11 de noviembre de 2021.
13. ↑  Patzwall y Scherzer, 2001, p. 14.
14. ↑  Scherzer, 2007, p. 190.
15. ↑  Patzwall, 2004, p. 63.